# Animali estinti del Nordamerica
Di seguito è riportata una lista incompleta di specie e sottospecie animali estintisi in Nord America a partire dall'Olocene: non sono contemplate le specie animali estintisi a Guam ed alle Hawaii, facenti politicamente parti degli USA ma site geograficamente in Oceania.

Vengono elencate separatamente le estinzioni avvenute in epoca preistorica (prima del 1500 a.C.) e quelle avvenute in epoca storica (dal 1500 a.C. ai giorni nostri).

## Mammiferi

### Estinzioni preistoriche
- Arctodus simus - orso dal muso corto
- Bison antiquus
- Bison occidentalis
- Bue muschiato dall'elmetto
- Cammello americano
- Canis dirus
- Castoroides ohioensis - castoro gigante
- Cuvieronius
- Elasmodontomys obliquus - hutia gigante
- Equus asinus lambei - asino selvatico dello Yukon
- Glyptodon - gliptodonte
- Mammuthus exilis - mammut minore
- Mammuthus columbi - mammut columbiano
- Mammuthus primigenius - mammut lanoso

- Miracinonyx - ghepardo americano

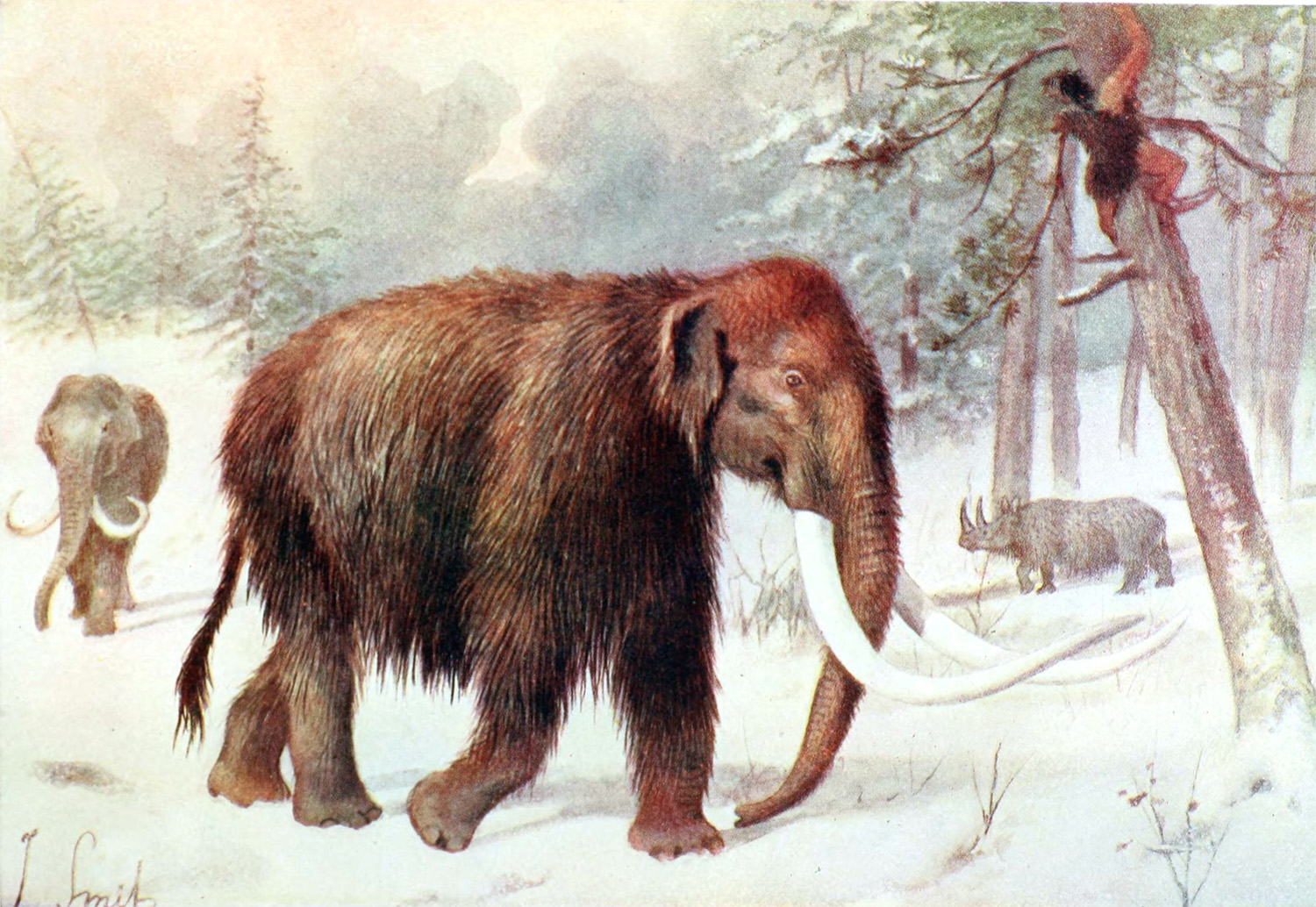
Mammuthus primigenius

- Panthera leo atrox - leone americano
- Panthera leo vereshchagini- leone siberiano
- Ratto delle caverne antillano
- Ratto delle caverne insulare
- Ratto di Corozal
- Smilodon fatalis - tigre dai denti a sciabola o smilodonte

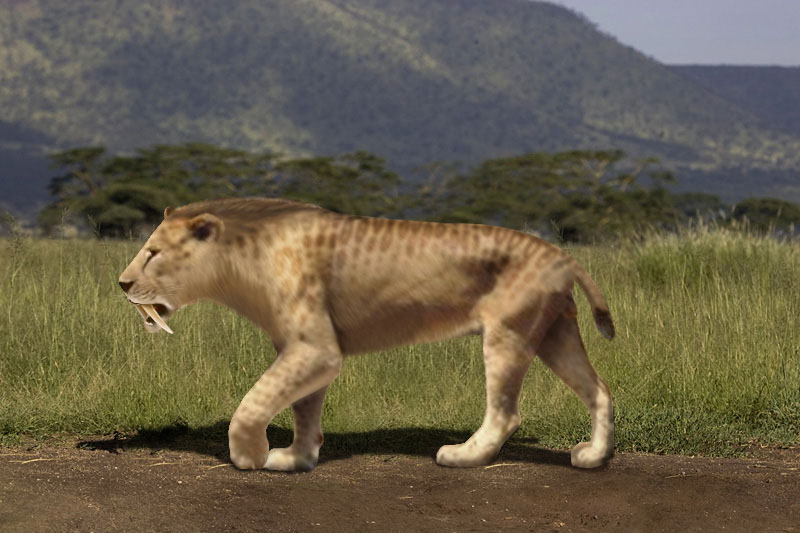
Smilodon

### Estinzioni in epoca storica
- Heteropsomys insulans
- Homopsonys antillensis
- Arvicola della Louisiana
- Bisonte dell'Oregon
- Bisonte delle foreste orientale
- Bradipo gigante minore portoricano
- Bighorn delle Badlands
- Canis lupus alces - lupo della penisola di kenai
- Canis lupus bernardi - lupo di Banks Island
- Canis lupus fuscus - lupo delle Cascade Mountains
- Canis lupus mogollonensis - lupo del nuovo Messico
- Canis rufus floridanus - Lupo nero della Florida
- Cervus canadensis canadensis - wapiti orientale
- Geomys pinetis goffi - gopher di Goff
- Gopher di Sherman
- Hydrodamalis gigas - ritina di Steller
- Isolobodon levir - hutia di haiti
- Isolobodon portoricensis - hutia di Porto Rico
- Megalomys desmarestii ratto del riso antillano gigante
- Mesocapromys nanus - hutia nano
- Microtus pennsylvanicus nesophilus - arvicola dell'Isola dei Gabbiani
- Neomonachus tropicalis - foca monaca caraibica
- Monophyllus frater - pipistrello dal naso lungo portoricano
- Mustela macrodon - visone marino
- Nesophontes edithae - toporagno portoricano
- Paca portoricano
- Peromisco cervo gigante
- Peromyscus polionotus decoloratus - topo di spiaggia pallido
- Pipistrello dalla lingua lunga portoricano
- Skunk dal naso di porco del Colorado
- Tamia di Penasco
- Thomomys mazama tacomensis - gopher di Tacoma
- Wapiti dell'Arizona

## Uccelli

### Estinzioni preistoriche
- Ara autocthones - ara di Saint Croix
- Chendytes lawi - oca tuffatrice di Law
- Teratornis

### Estinzioni in epoca storica
- Amazona martinicana – amazzone di Martinica
- Amazona violacea – amazzone di Guadalupa
- Ammodramus maritimus nigrescens – passero marittimo nero
- Ara guadeloupensis – ara delle Piccole Antille
- Aratinga labati – parrocchetto di Guadalupa
- Assiolo delle Isole Vergini
- Camptorhynchus labradorius - anatra del Labrador
- Conuropsis carolinensis – parrocchetto della Carolina
- Ectopistes migratorius – piccione viaggiatore
- Oca canadese di Bering
- Parrochetto di Mauge
- Phalacrocorax perspicillatus - cormorano di Pallas
- Pinguinus impennis – Alca impenne
- Quiscalus palustris – ittero dal becco sottile
- Speotyto cunicularia guadeloupensis – civetta delle tane di Guadalupa
- Troglodytes aedon martinicensis – scricciolo di Martinica
- Tymphanuchus cupido cupido – tetraone delle 13 colonie

### Specie probabilmente estinte
- Campephilus imperialis – picchio imperiale
- Campephilus principalis – picchio dal becco d'avorio
- Numenius borealis – chiurlo boreale
- Vermivora bachmanii – silvia di Bachman

## Rettili

### Estinzioni preistoriche
- chelonoidis monasteri - testuggine di mona

### Estinzioni in epoca storica
- Alsophis sanctaecrucis – colubro di Saint Croix
- Ameiva cineracea – ameiva di Guadalupa
- Ameiva major – ameiva gigante di Martinica
- Iguana di Navassa
- Leiocephalus eremitus – lucertola di Navassa
- Leiocephalus herminieri – lucertola di Martinica
- Tiflope solcato
- Tropidophis bucculentus – boa nano di Navassa

### Specie probabilmente estinte
- Anolis roosevelti – anolide gigante di Culebra

## Anfibi
- Incilius periglenes – rospo dorato
- Lithobates fisheri – rana leopardo della Vegas Valley
- ambystoma catahoulela - salamandra di catahoula

### Specie probabilmente estinte
- Eleutherodactylus eneidae – raganella coquì leopardata
- Eleutherodactylus jasperi – raganella coquì dorata
- Eleutherodactylus karlschmidti – raganella ladra di Karl

## Pesci
- Chasmistes muriei – pulitore dello Snake River
- Coregonus alpenae – coregone boccalunga
- Coregonus johannae – coregone di profondità
- Coregonus kiyi orientalis – coregone dell'Ontario
- Coregonus nigripinnis – coregone pinnanera
- Cottus echinatus – scozzone dell'Utah
- Cyprinodon nevadensis calidae – killi di Tecopa
- Cyprinodon nevadensis shoshone – killi shoshone
- Empetrichthys latos concavus – killi del Raycraft Ranch
- Empetrichthys latos pahrump – killi del Parhump Ranch
- Emperichthys merriami – killi di Ash Meadows
- Etheostoma sellare
- Gambusia amistadensis – gambusia di Amistad
- Gambusia georgei – gambusia di San Marcos Springs
- Gila bicolor isolata – cavedano Tui dell'Indipendence Valley
- Gila crassicauda – sanguinerola dalla coda grossa
- Moxostoma lacerum – pulitore bocca di lepre
- Notropis orca – ciprinide fantasma
- Oncorhynchus clarcki alvordensis – trota boccalarga di Alvord
- Oncorhynchus clarcki macdonaldi – trota boccalarga dalle pinne gialle
- oncorhynchus clarki thomas-trota boccalarga di thomas
- Pogonichthys ciscoides
- Rhynichtys deaconi – vairone di Las Vegas
- Rhynichtys osculus reliquus – vairone variegato della Grass Valley
- Salvelinus agassizi – salmerino argenteo
- Sander vitreus glaucus – lucioperca blu

### Specie probabilmente estinte
- Coregonus reighardi – coregone musocorto

## Insetti
- Alloperla roberti – ninfa di Robert
- Glaucopsyche xerces – farfalla blu Serse
- Glaucopsyche lygdamus palosverdesensis – farfalla blu di Palos Verdes
- Melanotus spretus – locusta delle Montagne Rocciose